# Farnsfield
Farnsfield est un village du Nottinghamshire, en Angleterre.